# Woniawiec balsamowy
Woniawiec balsamowy, drzewo balsamowe (Myroxylon balsamum) – gatunek wiecznie zielonego drzewa z rodziny bobowatych. Rośnie naturalnie w Ameryce Środkowej (Kostaryka, Meksyk, Nikaragua, Panama, Wenezuela, Kolumbia, Ekwador oraz południowym skrawku Ameryki Północnej (środkowy Meksyk). 

## Morfologia
Dorasta do ok. 26 m wysokości. Korona rozłożysta, okrągła. Kora gładka o szarym lub brunatnym kolorze. Liście skórzaste, nieparzystopierzaste. Kwiaty białe zebrane w gęste grona. Owocem jest strąk, zawierający jedno nerkowate nasienie.

## Zastosowanie
Roślina lecznicza
- W lecznictwie stosowany jest balsam peruwiański (Balsamum peruvianum FP IV) Jest on patologiczną wydzieliną powstającą pod wpływem kaleczenia i opalania kory pni odmiany balsamowca Myroxylon balsamum Harms var. pereirae. Wydzielina ma przyjemny zapach przypominający wanilię. Jest gęstą ciemną, przejrzystą cieczą o ciemnobrązowym kolorze. Jedno drzewo w ciągu roku dostarcza około 2,5 kg balsamu[5]. W skład substancji wchodzą między innymi estry: benzoesan benzylu i cynamonian benzylu – (cynameina), wolne kwasy: cynamonowy, benzoesowy, ferulowy, wanilina oraz kumaryny. Balsam peruwiański działa przeciwbakteryjnie, przeciwpasożytniczo, a także przyspiesza gojenie ran. Jest składnikiem maści Mikulicza, zawierającej silnie bakteriobójczy azotan srebra.